# Stygge
Stygge var en jysk adelslægt som hørte til lavadelen. Kendt fra 1443, uddød 1645. Deres stamgods var Frøstrup Hovedgård, 15 km nord for Varde. 
Slægtens første kendte mand var Kristjern Stygge (kendt 1443 til 1486), som var foged på Aalborghus under Lensmand Niels Eriksen Banner.
Senere generationer har ejet Søgård, Todbøl, Herslevgård, Holbækgård og Sødringholm. 